# Ferdinand Sassen

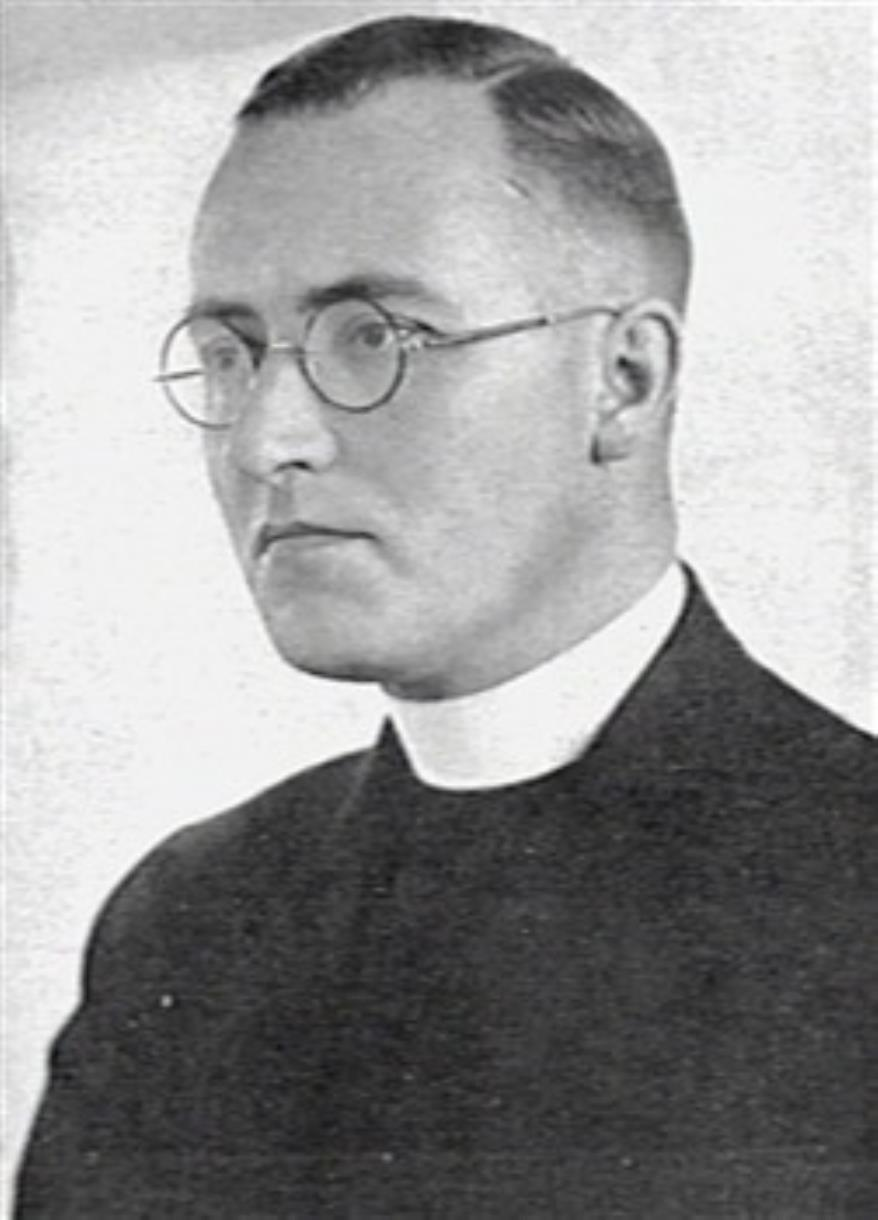
Ferdinand Sassen

Ferdinand Léon Rudolphe Sassen (* 13. August 1894 in Nijmegen; † 16. September 1971 in Lugano) war ein niederländischer Philosoph.

## Leben
Sassen promovierte an der Universität Fribourg mit einer Arbeit über Plotin. Er war von 1919 bis 1931 Dozent in Rolduc. Von 1929 bis 1945 lehrte er griechische und römische Philosophie an der Radboud-Universität Nijmegen, von 1946 bis 1964 an der Universität Leiden. Er verstand sich als progressiver Neo-Thomist. In Deutschland wurde er vor allem durch seinen Aufsatz Boethius – Lehrmeister des Mittelalters bekannt (ursprünglich Studia Catholica 14, 1938). Der niederländische Philosophieprofessor Struyker Boudier veröffentlichte 1997 eine Biographie Sassens mit dem Titel Ein Mann von Geist. Kapitel über Leben und Werk von Ferdinand Sassen.
Seit 1936 war er Mitglied der Königlich Niederländischen Akademie der Wissenschaften.

## Schriften
- 1942: In Memoriam Mgr. Prof. Dr. J. H. E. J. Hoogveld. In: Tijdschrift voor Philosophie 4 (3/4), S. 651–655.